# Bernardino Rocci

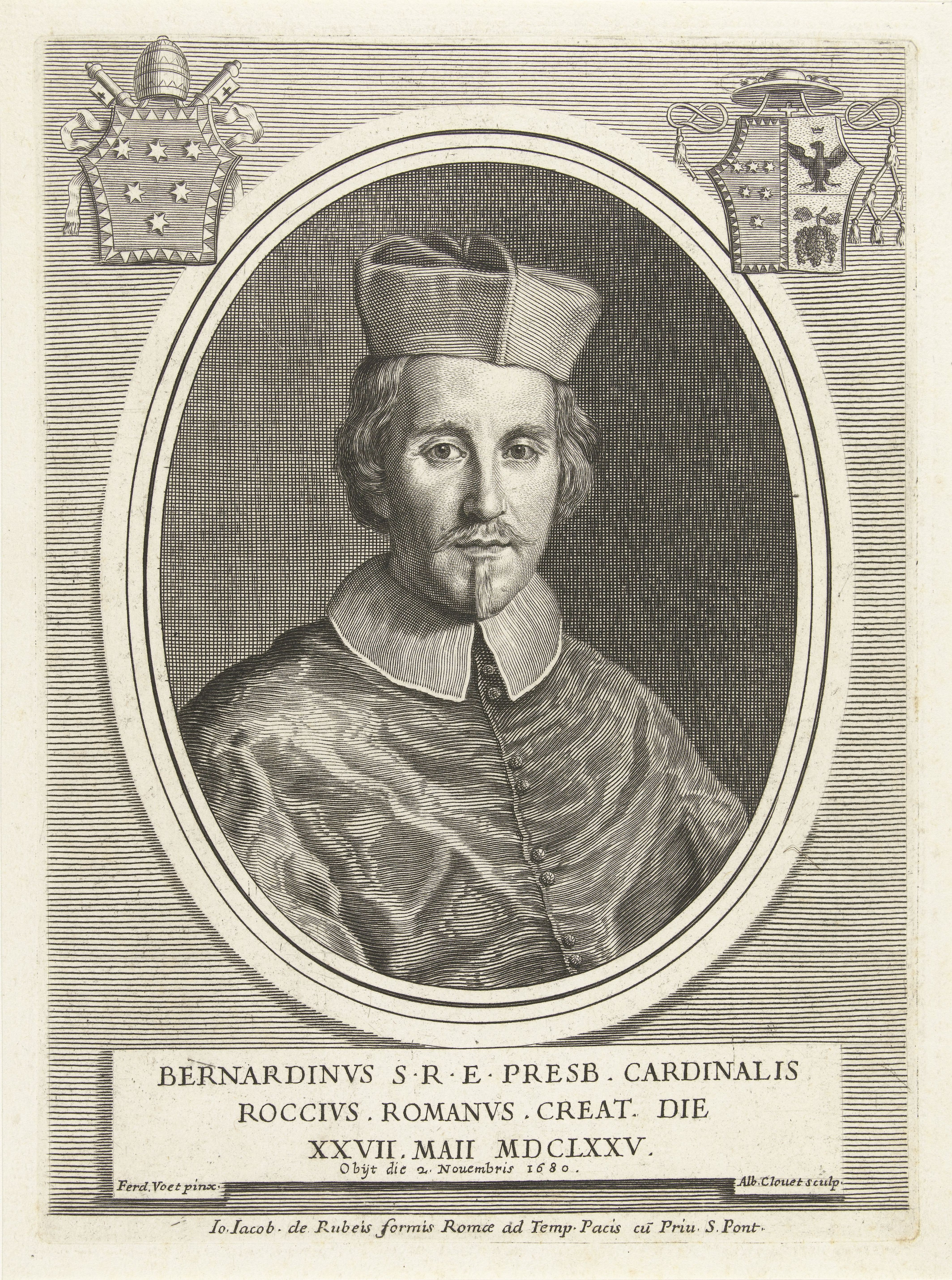
Bernardino Kardinal Rocci (Porträtstich von Albertus Clouwet, um 1677)

Bernardino Rocci (* 21. August 1627 in Rom; † 2. November 1680 in Frascati) war ein italienischer römisch-katholischer Bischof und Kardinal der Römischen Kirche.

Kardinalswappen (schematische Darstellung)

## Leben
Bernardino Rocci wurde 1627 in Rom geboren. Er war der Sohn von Antonio Rocci, Konservator von Rom und seiner Frau Pulcheria Maffei. Väterlicherseits war er ein Neffe von Kardinal Ciriaco Rocci und mütterlicherseits war er Neffe des Kardinals Orazio Maffei.
Er studierte in Rom und Ferrara und erlangte den Doktortitel in utroque iure. Nachdem er seine kirchliche Laufbahn unter dem Schutz seines Onkels Kardinal Ciriaco Rocci begonnen hatte, wurde er Auditor an der Apostolischen Signatur. Am 15. Juli 1654 wurde er zum Gouverneur von Fermo in den Marken ernannt, wo er bis Mai 1657 blieb. Nach seiner Rückkehr nach Rom wurde er 1657 zum Sekretär der Kongregation für kirchliche Immunität ernannt, ein Amt, das er bis 1661 innehatte. Im selben Jahr wurde er bis 1674 Sekretär der Apostolischen Pönitentiarie. 1661 wurde er zum Sekretär der Apostolischen Signatur ernannt. Am 22. November 1661 erhielt er die Kanonikerwürde im Domkapitel der Vatikanbasilika in Rom, auf die er am 27. Mai 1675 verzichtete. Davor war Rocci 1663 und 1674 Hauptkämmerer des Kapitels und 1664 Hauptmesner.
Von 16. Juni 1665 bis März 1668 war er nach Ernennung durch Papst Alexander VII. Apostolischer Nuntius in Neapel. 1666 war nach dem Tod von Filomario, Erzbischof von Neapel, wurde er zum Apostolischen Administrator des Erzbistums ernannt. Ein Amt, das er bis zu Ernennung von Kardinal Innico Caracciolo zum Erzbischof innehatte.
Papst Clemens IX. ernannte ihn am 9. April 1668 zum Titularerzbischof von Damascus. Kardinal Giulio Gabrielli der Ältere weihte ihn am 22. April 1668 zum Bischof. Mitkonsekratoren waren Emilio Bonaventura Altieri, ehemaliger Bischof von Camerino und Carlo de’ Vecchi, ehemaliger Bischof von Chiusi. Am 9. Mai 1668 wurde er zum Päpstlichen Thronassistenten ernannt. 1669 ernannte Papst Clemens IX. ihn zum  Präfekten des Apostolischen Palastes. Am 25. März 1671 wurde er zum Gouverneur von Castel Gandolfo ernannt und am 20. März 1674 für eine zweite dreijährige Amtszeit bestätigt.
Papst Clemens X. erhob ihn im Konsistorium vom 27. Mai 1675 zum Kardinal. Am 15. Juli 1675 erhielt er dem Galero und ihm wurde die Titelkirche Santo Stefano al Monte Celio zugeteilt. Am 24. Februar 1676 wurde er zum Erzbischof ad personam von Orvieto ernannt. Er nahm am Konklave 1676 teil, welches Innozenz XI. wählte.
Kardinal Rocci wurde in der römischen Kirche Santa Maria di Monserrato bestattet.